# Гвардеа
Гвардеа (итал. Guardea) је насеље у Италији у округу Терни, региону Умбрија.
Према процени из 2011. у насељу је живело 1203 становника. Насеље се налази на надморској висини од 390 м.

## Становништво
| 1936. | 1951. | 1961. | 1971. | 1981. | 1991. | 2001. | 2011. |
| ----- | ----- | ----- | ----- | ----- | ----- | ----- | ----- |
| 2.175 | 2.345 | 2.264 | 1.861 | 1.749 | 1.709 | 1.795 | 1.863 |